# Mesene rubella
Mesene rubella är en fjärilsart som beskrevs av Bates 1865. Mesene rubella ingår i släktet Mesene och familjen Riodinidae. Inga underarter finns listade i Catalogue of Life.